# Cámara de Representantes de Misuri
La Cámara de Representantes de Misuri es la cámara baja de la Asamblea General de Misuri. Consiste en 163 miembros, elegidos por períodos de dos años.
La cámara de Misuri es la cuarta más grande de los Estados Unidos. Los republicanos han controlado la cámara desde el año 2003.

## Composición
|                            | Partido   | Partido  |   | Total |     |
| Republicano                | Demócrata | Vacantes |   | Total |     |
| -------------------------- | --------- | -------- | - | ----- | --- |
| Bancas                     | 108       | 49       | 6 | Total | 163 |
| Último porcentaje de votos | 68.8%     | 31.2%    |   |       |     |

## Liderazgos
| Posición            | Nombre        | Partido             | Distrito |
| ------------------- | ------------- | ------------------- | -------- |
| Portavoz            | Rob Vescovo   | Partido Republicano | 112.º    |
| Líder de la mayoría | Dean Plocher  | Partido Republicano | 89.º     |
| Líder de la minoría | Crystal Quade | Partido Demócrata   | 132.º    |